# Dvorec
Dvorec este o comună slovacă, aflată în districtul Bánovce nad Bebravou din regiunea Trenčín. Localitatea se află la altitudinea de 210 m deasupra n.m., se întinde pe o suprafață de 2,66 km2 și în 2017 număra 421 de locuitori.

## Istoric
Localitatea Dvorec este atestată documentar din 1455.

## Demografie
| An:                | 1994 | 2004    | 2014   | 2024    |
| ------------------ | ---- | ------- | ------ | ------- |
| Număr de persoane: | 380  | 426     | 428    | 513     |
| Diferență:         |      | +12,10% | +0,46% | +19,85% |

| An:                | 2023 | 2024   |
| ------------------ | ---- | ------ |
| Număr de persoane: | 488  | 513    |
| Diferență:         |      | +5,12% |